# Šódži Ótake

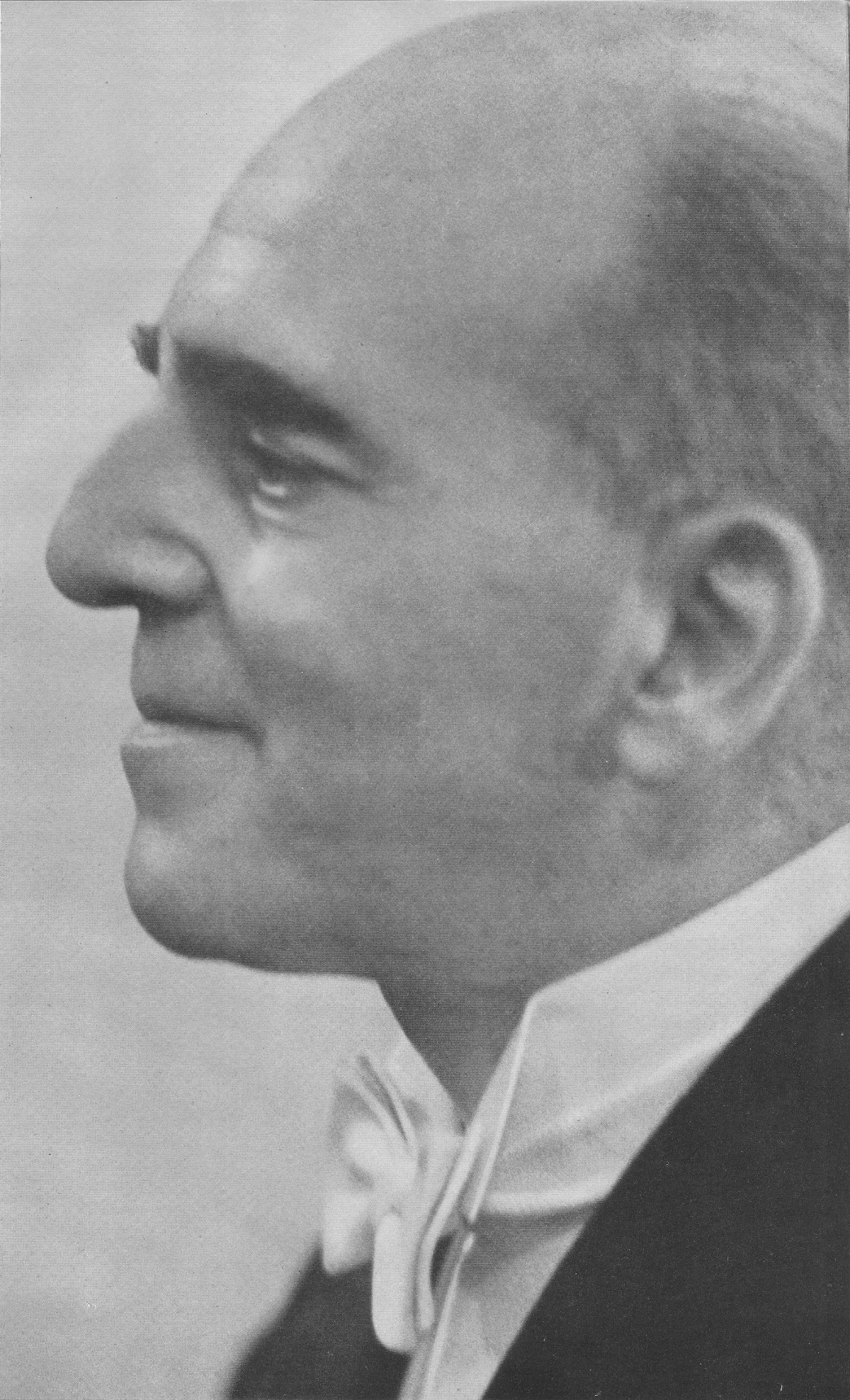
Pianista Solomon, Japonsko, 1953

Šódži Ótake (大竹 省二, Ótake Šódži; 15. května 1920 Kakegawa – 2. července 2015 Tokio) byl japonský fotograf známý svými portréty a akty.

## Životopis
Ótake se narodil v obci Jokosuka (později přejmenované na Ósuka a ještě později na Kakegawa), v prefektuře Šizuoka dne 15. května 1920. Byl nejstarším synem otce, který pracoval v průmyslu saké, a matky, která hrála na koto a (příčnou) flétnu. Matka mu zemřela, když mu bylo šest let. Pak se přestěhoval do domu starší sestry svého otce. Jeho mladší bratr se přestěhoval do jiného domu v Jokosuce, zatímco jeho otec se pokusil o podnikání ale v dopravním průmyslu neuspěl a rychle se přestěhoval do Tokia. O rok později se chlapec přestěhoval do domu bohaté rodiny, stále v Jokosuce. Začal studovat ve škole, rychle ukázal schopnost kreslit a získal zvláštní uznání v národní soutěži.
Šódži se přestěhoval do Tokia se svým otcem v roce 1928 a bydlel v Nippori s novou manželkou svého otce. Když byl ještě velmi mladý, stal se horlivým fotografem.
Ótake vstoupil do armády, kde chtěl pracovat jako fotograf. V roce 1947 se mu podařilo připojit k GHQ, pro které fotografoval zpěváky a herečky v divadle Ernie Pyle. Od roku 1949 se zapojil do několika fotografických organizací, protože se věnoval práci fotožurnalisty. Počínaje rokem 1951 po dobu pěti let fotografoval v Japonsku klasické a dalších hudebníky z celého světa; tyto fotografie byly publikovány v Kamera Asahi a v roce 1955 byly zakomponovány do vysoce ceněné knihy World Musicians. Rovněž publikoval fotografie aktů v časopisech Fotoaparát a Foto Art.
Od padesátých do sedmdesátých let se Ótake stal top fotografem žen v Japonsku. Po dobu pěti let od roku 1971 fotografoval manželky v domácnosti a takzvané „office lady“ (někdy společně se svými dětmi nebo malými dětmi, také nahými) v televizi Nippon ; i tato práce byla později posbírána do knih.
Osmdesátá léta, Ótakova sláva a komerční úspěch jako portrétista a fotograf aktů zatěmnil jeho dřívější a velmi odlišnou práci. Zveřejnění ve svazku, který mu byl věnován ze série „Šówa Šašin Zenšigoto“ (1982), a publikace následujícího roku Haruka naru uta, mu přineslo velké uznání.
Kromě fotografie pracoval Ōtake také jako scenárista a esejista. Jako fotograf zůstal aktivní do svých pozdních 80. let.
Mezi fotografy, kteří studovali u Ótakeho patří Mineko Orisaku nebo Sanae Numata.

## Knihy

### Knihy věnované Ótakově práci
- Sekai no ongakuka (世界の音楽家) / World Musicians. Tokio: Asahi Šinbunša, 1955. (japonsky)
- Onna no naka no onna (女の中のおんな). Tokio: Geibunša, 1969. (japonsky)
- Džanetto (ジャネット) Janet. Tokio: Nippon Kamera-ša, 1974. (japonsky)
- Teru hi kumoru hi (照る日曇る日). Tokio: Nippon Kamera-ša, 1976. (japonsky)
- Famirí núdo (ファミリ-ヌ-ド). Tokio: Asahi Sonorama, 1977. (japonsky)
- Sekai no ongakuka (世界の音楽家) / Musicians of the World. Sonorama Šašin Senšo 18. Tokio: Asahi Sonorama, 1979. (japonsky)
- Ótake Šódži (大竹省二). Šówa Šašin Zenšigoto 4. Tokio: Asahi Šinbunša, 1982. Sbírka Ótakových rozhovorů, esejí, kariéry apod. (japonsky)
- "Onna" 101 nin no šózó (「女」101人の肖像). Tokio: Kódanša, 1982. (japonsky)
- Haruka naru uta (遥かなる詩). Tokio: Kirihara Šoten, 1983. Sbírka Ótakových raných děl. (japonsky)
- Randžuku no gogacu midori (爛熟の五月みどり). Tokio: Kódanša, 1983. ISBN 4-06-100203-1. (japonsky)
- Onna no te ga himicu o kataru: Boku no tesó tanbóki (女の手が秘密を語る：ぼくの手相探訪記). Wani no Hon. Tokio: Besutoserázu, 1984. ISBN 4-584-00560-5. (japonsky)
- Hana nareba: Razó (花なれば：裸像). Nihon Geidžucu Šuppanša, 1985. (japonsky)
- Šódži Ótake kansó džinsei taidan: Bidžo to binan ni zúmuin (大竹省二・観相人生対談：美女と美男にズームイン). Tokio: Kódanša, 1985. ISBN 4-06-201691-5. (japonsky)
- Džosei šašin seminá-šú (女性写真セミナ－集). Tokio: Nippon Kamera-ša, 1989. ISBN 4-8179-3007-1. (japonsky)
- Šódži Ótake sakuhinšú: Haruka naru uta (大竹省二作品展：遙かなる詩). JCII Photo Salon Library 8. Tokio: JCII Photo Salon, 1991. Výstavní katalog. (japonsky)
- Asakura Miki (麻倉未稀) / Si. 1993. Fotografická kniha zpěváka Miki Asakury (麻倉未稀, Asakura Miki). Tokio: Sukora, 1993. ISBN 4-7962-0111-4. (japonsky)
- Šinpen Haruka naru uta (新編遥かなる詩). Tokio: Nippon Kamera-ša, 1993. ISBN 4-8179-2022-X. (japonsky)
- Sasurai hana (さすらい花). Fotografická kniha zpěváka Akika Kanazawy (金沢明子, Kanazawa Akiko). Take Šobó, 1994. ISBN 4-88475-292-9. (japonsky)
- Šódži Ótake sakuhinšū: Šówa gunzó (大竹省二作品展：昭和群像). JCII Photo Salon Library 75. Tokio: JCII Photo Salon, 1997. Výstavní katalog. (japonsky)
- Šówa gunzó (昭和群像) Tokio: Nippon Kamera-ša, 1997. ISBN 4-8179-2045-9. Sbírka Ótakových černobílých portrétů z let 1950-1980. (japonsky)
- Šódži Ótake no "renzu kansógaku": Raika renzu to kóseiha renzu (大竹省二の「レンズ観相学」ライカレンズと個性派レンズ). Dodatek k Kamera Asahi, prosinec 1998. (japonsky)
- Haruka naru kagami: Aru šašinka no šógen (遥かなる鏡：ある写真家の証言). Tokio: Tokio Šinbun Šuppankjoku, 1998. ISBN 4-8083-0643-3. (japonsky)
  - Haruka naru kagami: Šašin de cuzuru haisen-Nihon hiwa (遥かなる鏡：写真で綴る敗戦日本秘話). Čúó Bunko. Tokio: Čúó-Kóron-ša, 2000. ISBN 4-12-203679-8. (japonsky)
- Jidai no kao (時代の顔). Tokio: Asahi Šinbunša, 2002. Portraits. (japonsky)
- Akasaka Hinokičó Tekisasu Hausu (赤坂檜町テキサスハウス), Akasaka Hinoki-čó Texas House). Tokio: Asahi Šinbunša, 2006. ISBN 4-02-250083-2. Ótakův text a fotografie, ohlédnutí zpět do 60. let, svět televizních celebrit v Asakusa apartment, Texas House. (japonsky)
- Ótake Šódži no renzu kansógaku: Kjórikei-jó renzu hen (大竹省二のレンズ観相学：距離計用レンズ編, Šódži Ótakeho studium účinků čoček: Objektivy pro dálkoměry). Kurašikku Kamera Senšo 37. Tokio: Asahi Sonorama, 2006. ISBN 4-257-12047-9. (japonsky)

### Další knihy obsahující Ótakovu práci
- Nihon núdo meisakušú (日本ヌード名作集, Japonské akty). Kamera Mainiči bessacu. Tokio: Mainiči Šinbunša, 1982. str. 126–29 obsahují obrázky aktu od Ótakeho, 1949–61. (japonsky)
- Šašinka wa nani o hjógen šita ka: 1945–1960 (写真家はなにを表現したか1945～1960). Tokio: Konica Plaza, 1991. str. 70–71 obsahují tři Ótakovy portréty hudebníků. (japonsky)

## Laserdisc
- Širubiannu: Ótake Šódži no sekai (シルビアンヌ：大竹省二の世界) / Sylviane.